# أنشول كوثري
أنشول كوثري (مواليد 17 ديسمبر 1989) هو سبّاح هندي، مثّل بلاده في الألعاب الآسيوية 2018.

## روابط خارجية
أنشول كوثري على موقع اتحاد ألعاب الكومنولث (مؤرشف) (الإنجليزية)